# Бубиян
Бубия́н (араб. جزيرة بوبيان‎) — остров в Персидском заливе, принадлежит Кувейту. Площадь 863 км². Необитаем.

## География
Крупнейший остров Кувейта. Расположен в северо-восточной части страны, недалеко от устья реки Шатт-эль-Араб. Отделён узким проливом Эс-Сабия от материковой части Кувейта на западе, проливом Абдаллах от материковой части Ирака на востоке и одноимённым себе проливом от небольшого острова Варба на севере. Длина с севера на юг около 40 км, ширина — около 24 км.
По берегам острова распространены болота, в центральной части — периодически возникающие сухие долины вади.

## Инфраструктура
Бубиян соединён с материком бетонным мостом, используемым в основном для военных нужд. Строительство моста длиной 2380 м началось в июне 1981 и было завершено в феврале 1983. Во время Войны в Персидском заливе 1991 года 4 пролёта моста были разрушены, они были восстановлены в 1999 году.
В июле 2010 года заключён контракт на строительство морского порта Мина-Мубарак-Эль-Кабир на Бубияне на сумму 1,13 миллиарда долларов США с корейской корпорацией Hyundai (подразделением Hyundai E&C).

## Территориальные претензии
В ноябре 1994 года Ирак официально признал границу с Кувейтом (согласно резолюциям ООН 687 (1991), 773 (1993) и 883 (1993)), что положило конец территориальным претензиям с его стороны на остров Бубиян.